# Seis grados de separación

Seis grados de separación.

Seis grados de separación es el nombre de la teoría que sostiene que cualquier persona está conectada a cualquier otra persona del planeta a través de una cadena de conocidos compuesta por cinco intermediarios (y que conecta a ambas personas con solo seis enlaces). El concepto está basado en la idea de que el número de conocidos crece exponencialmente con el número de enlaces en la cadena, y solo es necesario un pequeño número de enlaces para que el conjunto de conocidos se convierta en la población humana entera.
La teoría la propuso inicialmente el escritor húngaro Frigyes Karinthy en un cuento llamado Láncszemek (1929, Eslabones). También fue recogida en el libro Six Degrees: The Science of a Connected Age, del sociólogo Duncan Watts, que asegura que es posible acceder a cualquier persona del planeta en tan solo seis «saltos».

## Funcionamiento
Según esta idea, cada persona conoce de media, entre amigos, familiares y compañeros de trabajo o escuela, a unas cien personas. Si cada uno de esos amigos o conocidos cercanos se relaciona con otras 100 personas, cualquier individuo puede pasar un recado a 10.000 personas más tan sólo pidiendo a sus amigos que pasen el mensaje a sus amigos.
Estos 10.000 individuos serían contactos de segundo nivel, que un individuo no conoce pero que puede conocer fácilmente pidiendo a sus amigos y familiares que se los presenten, y a los que se suele recurrir para ocupar un puesto de trabajo o realizar una compra. Cuando preguntamos a alguien, por ejemplo, si conoce una secretaria interesada en trabajar estamos tirando de estas redes sociales informales que hacen funcionar nuestra sociedad. Este argumento supone que los 100 amigos de cada persona no son amigos comunes. En la práctica, esto significa que el número de contactos de segundo nivel será sustancialmente menor a 10.000 debido a que es muy usual tener amigos comunes en las redes sociales.
Si esos 10.000 conocen a otros 100, la red ya se ampliaría a 1.000.000 de personas conectadas en un tercer nivel, a 100.000.000 en un cuarto nivel, a 10.000.000.000 en un quinto nivel y a 1.000.000.000.000 en un sexto nivel. En seis pasos, y con las tecnologías disponibles, se podría enviar un mensaje a cualquier individuo del planeta. Por ejemplo, imaginemos un limpiabotas de la calle. Este limpiabotas conoce a un portero de un hotel de dos estrellas; dicho portero conoce al dueño del hotel y éste al dueño de un hotel más prestigioso; el dueño de este hotel conoce a una persona que trabaja en el gobierno y esta persona conoce al presidente. En unos pocos enlaces se ha conseguido ligar un limpiabotas con el presidente.
Evidentemente, cuantos más pasos haya que dar, más lejana será la conexión entre dos individuos y más difícil la comunicación. Internet, sin embargo, ha eliminado algunas de esas barreras creando verdaderas redes sociales mundiales, especialmente en segmentos concretos de profesionales, artistas, entre otros.

## Historia
En la década de 1950, Ithiel de Sola Pool (MIT) y Manfred Kochen (IBM) se propusieron demostrar la teoría matemáticamente. Aunque eran capaces de enunciar la cuestión “dado un conjunto de N (cantidad de personas) personas, ¿cual es la probabilidad de que cada miembro de estos N (número de personas)  estén conectados con otro miembro vía k1, k2, k3,..., con enlaces?”, después de veinte años todavía eran incapaces de resolver el problema satisfactoriamente.
En 1967, el psicólogo estadounidense Stanley Milgram ideó una nueva manera de probar la teoría, que denominó “el problema del pequeño mundo”. El experimento del mundo pequeño de Milgram consistió en la selección al azar de varias personas del medio oeste estadounidense, para que enviaran tarjetas postales a un extraño situado en Massachusetts, situado a varios miles de millas de distancia. Los remitentes conocían el nombre del destinatario, su ocupación y la localización aproximada. Se les indicó que enviaran el paquete a una persona que ellos conocieran directamente y que pensaran que fuera la que más probabilidades tendría, de todos sus amigos, de conocer directamente al destinatario. Esta persona tendría que hacer lo mismo y así sucesivamente hasta que el paquete fuera entregado personalmente a su destinatario final.
Aunque los participantes esperaban que la cadena incluyera al menos cientos de intermediarios, la entrega de cada paquete solamente llevó, como promedio, entre cinco y siete intermediarios. Los descubrimientos de Milgram fueron publicados en “Psychology Today” e inspiraron la frase “seis grados de separación”. El dramaturgo John Guare popularizó la frase cuando la escogió como título de su obra en 1990. Sin embargo, los descubrimientos de Milgram fueron criticados porque éstos estaban basados en el número de paquetes que alcanzaron el destinatario pretendido, que fueron sólo alrededor de un tercio del total de paquetes enviados. Además, muchos reclamaron que el experimento de Milgram era parcial en favor del éxito de la entrega de los paquetes, seleccionando sus participantes de una lista de gente probablemente con ingresos por encima de lo normal, y por tanto no representativo de la persona media.
Los seis grados de separación se convirtieron en una idea aceptada en la cultura popular después de que Brett C. Tjaden publicase un juego de ordenador en el sitio web de la University of Virginia (Universidad de Virginia) basado en el problema del pequeño mundo. Tjaden usó la Internet Movie Database (IMDb) para documentar las conexiones entre diferentes actores. La Revista Time llamó a su sitio, “The Oracle of Bacon at Virginia”, uno de los “Diez mejores sitios web de 1996”. Programas similares se siguen usando hoy en clases de introducción de ciencias de la computación con la finalidad de ilustrar grafos y listas.
En 2011 la empresa Facebook realizó un estudio denominado “Anatomy of Facebook” con todos los usuarios activos de su página en ese momento 721,000,000 miembros (alrededor del 10% de la población mundial) y se analizó el conjunto de amigos en común, para sacar el promedio de cuántos eslabones hay entre cualquier usuario y otro cualquiera.
De esta prueba se excluyó a celebridades y famosos.
Los resultados mostraron que el 99.6% de pares de usuarios estuvieron conectados por 5 grados de separación.
Esta es la prueba más cercana de la teoría a la fecha de hoy y da un resultado aproximado de 4.75 eslabones.
En 2013 el belga Michiel Das utilizó la teoría de los seis grados para encontrar trabajo en la ciudad de Barcelona. Creó tres tarjetas de visita y las dio a tres personas diferentes, que a su vez iban pasando sus tarjetas de visita hasta llegar a las manos de una persona que le quería contratar. Después de pasar por las manos de 4 contactos, consiguió entrar en SEAT gracias a la primera tarjeta de visita, lo cual le llevó a salir en varios medios de comunicación nacionales con su proyecto.